# Маргарита де Виллардуэн
Маргарита де Виллардуэн (фр. Marguerite de Villehardouin, 1266 — февраль 1315) — претендентка на трон Ахейского княжества.
Маргарита была второй дочерью правителя Ахейского княжества Гильома II от брака с Анной Комниной Дукиней. Вскоре после её рождения её старшая сестра Изабелла де Виллардуэн была помолвлена с Филиппом Анжуйским (сыном короля Сицилии Карла Анжуйского).
В 1294 году Маргарита вышла замуж за Иснара де Сабран — сына Эрменгауда де Сабран, графа д’Адриано, однако уже в 1297 году Иснар скончался.
В 1299 году Маргарита вышла замуж за Ришара Орсини, графа Кефалонии, которому было уже за 60. После смерти мужа в 1304 году Маргарита вступила в спор о наследстве с его сыном от первого брака Иоанном. Также она пыталась претендовать на пятую часть Ахейского княжества.
После смерти в 1312 году старшей сестры Изабеллы Маргарита опять попыталась предъявить претензии на Ахейское княжество или хотя бы на его пятую часть, однако король Карл II Анжуйский предпочёл, чтобы княжеством владел его сын Филипп I Тарентский, а затем — Матильда де Эно. Тогда Маргарита обратила внимание на Фернандо — сына короля Майорки, и в 1314 году выдала за него свою дочь Изабеллу.
Вернувшись через несколько недель на Пелопоннес, она была схвачена местными баронами, симпатизировавшими Иоанну Орсини, и помещена в замок, где и умерла в 1315 году.